# Besenyő eredetű helynevek
Ezek a történelmi Magyarország és a mai romániai Moldva területén található helynevek feltehetően besenyő eredetűek, vagy a települések besenyő alapításúak.

## Erdély

### Bihar megyeterületén
(Rácz Anita: A régi Bihar vármegye településneveinek történeti-etimológiai szótára c. műve alapján )
Balkány ’település Bihar vm. Ny-i részén a Köles-ér jobb partján, Okánynyal együtt említik’ 1458, 1507, 1579: Balkan, p. (Cs. 1: 603, Károlyi 3: 413), 1598: Balkany (D. 122). A balkány ’vizenyős, lápos hely’ jelentésű, valószínűleg török eredetű magyar tájszóból (TESz., MEZŐ–NÉMETH 1972: 31) jött létre metonimikus névadással. Mivel a helynév az országban döntően a besenyők lakta területeken fordult elő, feltehetően a besenyőből való (TESz., MIKESY 1940: 6). Legkorábbi helynévi előfordulása a XII. század végéről adatolható (1181/288/366/XVI.: Balkan [RegArp. I, 43], vö. FNESz.)
Besenyő 1. ’település Bihar vm.-ben Váradtól Ny-ra, a Sebes-Körös jobb partján’ [1291–4], 1304, 1314: Beseneu, p., v. (Gy. 1: 600, VP. 301, AnjouOklt. 1: 306/623, 3: 352/796), 1396: Bessenew, p. ~ Besenew, p. (ComBih. 43), 1496: Bessenyew, p.(ComBih. 43). Valószínűleg azonos azzal a településsel, amelyet később Körösbesenyő-nek említenek. Ma psz. Berekböszörmény határában K– ÉK-re (Gy. i. h.). 2. ’település Bihar vm.-ben Váradtól DNy-ra’ 1273/392/ 477, 1374/500 k. [2a], 1396, 1421: Besenew, t. (Gy. 1: 600, J. 211, Cs. 1: 604), 1396, 1421: Bessenew (Cs. 1: 604), 1587: Bessenyeő (ComBih. 43), 1588: Bessenieo (ComBih. 43). Besenyőtelek (1.) néven is ismerték. Ma psz. Nagyváradtól DNy-ra (Gy. i. h.). 1–2. ’település Bihar vm.-ben, bizonytalan, hogy melyik Várad környéki faluval azonos’ 1226/550: Beseneu (Gy. 1: 600, J. 211, VRH. 33: 49), 1343: Besseneu, t. (Z. 2: 54).
Besenyőtelek 1. ’település Bihar vm.-ben Váradtól DNy-ra’ 1319: Besenewthelek, p. (Bunyitay 2: 275), 1319/414/581: Besenyő Thelek (AnjouOklt. 5: 193/488, Gy. 1: 600 [itt 1319/414/XVI. datálással]), 1374/500 k.: Resenthelek [ƒ: Besenthelek], t. (Gy. 1: 600). Besenyő (2.) formában is élt. 2. ’település Bihar vm.-ben a Berettyó körül, Várad felé esőnek mondják’ 1327: Beseneuteluk, p. (Gy. 1: 600, J. 211, AnjouOklt. 11: 261/556). A ComBih. kérdőjellel azonosítja vele Mezőtelek települést, s Mezőbesenyőnek is mondja.
Körösbesenyő ’település Bihar vm.-ben, bizonytalan, hogy melyik Várad környéki falu’ 1587: Keoreos-Bessenyeő ~ Keres-Besseneő (Com-Bih. 173), 1588: Keres Bessenieo (J. 211), 1598: Keres Besseneó (D. 123), 1599: Keres Besenieo (ComBih. 173).
Mezőbesenyő ’település Bihar vm.-ben a Berettyó körül, Várad felé esőnek mondják’ 1587: Mezeobesseneo (ComBih. 210), 1598: Mezeobessenieo (D. 130). A ComBih. Kérdőjellel azonosítja Besenyőtelek (2.) és Mezőtelek településsel.
Nagybesenyő ’település Bihar vm.-ben, bizonytalan, hogy melyik Várad környéki falu’ 1526 e.: Naghbesenyo (J. 211).
Talmács ’település Bihar vm-ben, Barakonytól D-re fekhetett’ 1429: Tolmach (J. 360). Besenyő törzsnévi eredetű lehet, amely a bes. tulmač ~ talmač ’magas udvari méltóságot betöltő személy, aki a törzsfejedelmek közé tartozott’ köznévből származik (NÉMETH GY. 1958: 129, KRISTÓ–MAKK–SZEGFŰ 1973: 21). Általános vélemény szerint a Talmač azt a besenyő törzset jelölte, amelyik vezérével, Tonuzobával együtt beköltözött Magyarországra, és Taksony vezér főleg a gyepűk védelmére telepítette le őket (FNESz. Tolmács). Etimológiailag azonos a m. tolmács főnévvel (TESz.). Lásd azonban még a Tulmas személynevet is (1138/329, ÁSz. 766), amellyel a település megnevezése esetleg szintén kapcsolatba hozható. Ma psz. Barakonytól D-re (J. i. h.).
Vajdabesenyő ’település Bihar vm.-ben, bizonytalan, hogy melyik Várad környéki falu’ 1489: Wayda Bessenyew (J. 211).

### Brassó megyeterületén
Megj.: Kiss Lajos a barcasági településeket úz, Ferenczi István besenyő eredetűeknek tartja
Alsórákos: A tatárjárás előtt valószínűleg besenyő település volt.
Barca: a kipcsák-törökös Bursa-ból, amely egy folyónévben és Bursa város nevében is megvan
Barcaság: a kipcsák-törökös Bursa-ból, amely egy folyónévben és Bursa város nevében is megvan
Brassó: A város neve a középkorban említett, ma beazonosítatlan Barasó folyó nevéből jön (bara su: szürke víz). A névadó feltehetően ugyanaz a besenyő csoport, amely a barcasági csángók kialakulásában is részt vett.
Fogaras: 1.) Neve a magyar fogor (= fogolymadár) főnévből ered, és fogolymadárban gazdag vidéket jelöl. 2.) A Fogaras folyótól kapta nevét, amely a besenyő "Fagar šu"-ból jön = kőris(fás) víz. A város és a folyó az 1224-ben említett "silva blacorum et bisenorum" területén van, ezért a besenyő eredeztetés elfogadhatóbb. 
Tatrang (helység és folyó): a kipcsák-török (besenyő) "üledékes tortiliy-ből
Türkös: (1366: Turchfalua) a falu neve mindenképp a türkökre utal, akik kipcsák-törökös besenyők vagy úzok lehettek

### Beszterce-Naszód megyeterületén
Besenyő (rom. Viişoara, Beşineu, ném. Heidendorf): Német neve (Pogányfalu) mutatja, hogy a szászok 12. századi betelepülésekor még pogány besenyők lakják.

### Fehér megyeterületén
Székásbesenyő (rom. Secăşel, Beşineu, ném. Heidendorf, Hendref): Német neve (Pogányfalu) mutatja, hogy a szászok 12. századi betelepülésekor még pogány besenyők lakják.

### Hargita megyeterületén
Lázárfalva: Egy 1365-i vajdai parancslevélből az tűnik ki, hogy azon időben Lázárfalva Felső-Fehér vármegyei község is besenyő telep volt, de úgy el volt pusztítva, határai úgy meg voltak változva, hogy birtokosa ezek új kijaratását és a határmesgyék megújítását kérte.
Kászonszék: A kászoni székelyek minden valószínűség szerint az előkelőségre nézve második besenyő törzs, azok kék-kend (küvár-ken) nevű maradványának utódai. Korábbi lakóhelyükről, a Nagybánya melletti egykori Keykus-potoka völgyéből és a Keykus-erdőből a XII. század második felében helyezték át őket a Kászon-vize völgye felső részébe, határvédelmi célra.
Firtosváralja: régi neve Besenyőfalva volt.

### Kovászna megyeterületén

#### A "Szentföldön"
A Kézdiszék felső részén fekvő ún. "Szentföldön" a kipcsák-törökös besenyő helynevek teljességgel hiányoznak, annak ellenére, hogy mind az okleveles, mind a régészeti adatok alapján a vidéket a 12. századtól már biztosan besenyők lakják. A helynevek egyrésze szláv eredetű, ami azt mutatja, hogy a besenyők még itt találják a régészetileg a 7. századtól adatolt szlávokat . A helynevek másik része tiszta magyar, egyrészük a kereszténységhez kötődik (Szentlélek, Szentjános). Mi több, a dűlőnevek közt sem találunk törökös eredetűeket. Az pedig, hogy hiányoznak innen a "besenyő" szót tartalmazó helynevek, azt mutatja, hogy a besenyők akkora többségben éltek, hogy a név nem bírt megkülönböztető jelleggel.
Karatna (ma Torja község része):  az okleveleken kívül az ásatások eredményei is bizonyítják, hogy a Karatna patak völgyében besenyők laktak. Idetelepedésük egyidőben történt a székelyekkel, valamikor a 12. század végén, a 13. század elején. A Karatna név szláv eredetű.
Kézdikővár/Peselnek: a 14. században besenyők lakják az akkor Peselneknek nevezett falut. Csak a 19. században változtatják a falu nevét Kővárra, mivel sokan csúfolkodtak a peselnekiekkel a falu neve miatt.  Akárcsak Torja, ez is az egykori Felsőfehér vármegyéhez, az Aporok latifundiumához tartozott. A Peselnek név szláv eredetű.
Kézdiszárazpatak: 1311-ben Zarazpatak néven említik először. 1324-ben besenyők lakták, akik az Aporok jobbágyai lettek.

#### Alsó-Sepsiszéken
Sepsibesenyő: Neve 1332-ben Besenczsed alakban szerepel, ma elsősorban a víztározó taváról ismert székely falu.
Uzon: 1332-ben említik először, neve a (kipcsák)-török (besenyő) uzun = hosszú szóból jön

#### Erdővidéken
Barót: A település nevét valószínűleg a honfoglaláskor itt letelepedett Barót nemzetségről kapta. A nemzetségnév a kipcsák-török boru aldi (= /szürke/nyest) főnévre megy vissza. A települést 1224-ben Boralt néven említik. A vár lábánál feküdt egykor Alsó- vagy Kisbarót. Felső- vagy Nagybarót pedig a Nagyerdő alatt feküdt. 
Bibarcfalva: Baj-Bars>Bibarc(falva) 1332-ben Bybouth néven említik először 

### Krassó-Szörény megyeterületén
Csernabesenyő (rom. Pecinişca): Az 1232-ben létrejövő Szörényi bánsághoz tartozott, besenyő őslakosai Bulgáriából érkezhettek. 

### Maros megyeterületén
Bese (rom. Stejăreni, szász Peschendorf): a türk bese (kánya) szóból
Búzásbesenyő (rom. Beşineu, Valea Izvoarelor)
Hagymásbodon (rom. Budiu Mic) "Bodo"  besenyő személynév
Nagykend  (rom. Chendu)  "kend" a magyarországi besenyők "kékkend" törzsi nevét idézi.

### Szeben megyeterületén
Kistalmács (rom. Tălmăcel): Mivel e területen említik a "románok és besenyők erdejét" ("silva blacorum et bissenorum"), a település első lakói a besenyő talmács (tolmács) törzs tagjai lehettek
Nagytalmács (rom. Tălmaciu): 1265-ben Tolmach néven említik először. A falu melletti 591 m magas hegyen áll a Vöröstoronyi szoros északi bejáratát védő vára. Mivel e területen említik a "románok és besenyők erdejét" ("silva blacorum et bissenorum"), a település első lakói a besenyő talmács (tolmács) törzs tagjai lehettek .
Besenyő patak (rom. Pârâul Beşineu): szintén a "silva blacorum et bissenorum" területén
Besenyő nyereg (rom. Şaua Beşineu): szintén a "silva blacorum et bissenorum" területén

### Temes megyeterületén
Nagybesenyő, Óbesenyő (rom. Dudeştii Vechi, Beşenova Veche): 1122-ben a besenyők egy része Magyarországra költözik, egyik jelentős telepük Nagybesenyő.
Újbesenyő (rom. Dudeştii Noi, Beşenova Nouă)

## Ausztria

### AzŐrségausztriai részén
Barátudvar: 11. századi besenyő határőrtelepülés. 1217-ben Leginthov (Legénytó) néven említik először. Az eredeti Legénytó név akkor változott Barátfaluvá, amikor a falu 1217-ben a heilingenkreuzi ciszterciták birtokába jutott.
Köpcsény:  11. századi besenyő határőrtelepülés. Mint a Duna kapujában álló település mindig fontos védelmi szerepet kapott. 1198-ban itt táborozott I. Frigyes keresztes hada.
Lajtakáta (németül Gata): Neve a besenyő kata (= őrhely) főnévből származik. 1209-ben Kata néven említik először. A 11. században besenyő határőrtelepülés volt. 1146-ban a falunál gyülekeztek II. Géza csapatai, hogy összecsapjanak Jasomirgott herceg bajor-osztrák seregével.
Lajtapordány: A falu a 8–9. században jelentős avar település volt, határában nagy avar kori temetőt tártak fel. A honfoglalás után besenyő határtelepülés lett. 1200 körül épült vízivárát 1273-ban II. Ottokár cseh király csapatai pusztították el.
Lajtaszentmiklós: Eredeti neve Röjtökör volt, amely a magyar rejtek(hely) és az őr főnevek összetétele(?!?). A települést a honfoglalás után besenyő határőrzők lakták.
Márcfalva (németül Marz): 1202-ben villa Mouruch néven említik először. A besenyők egyik nemzetségének, az Osli nembeli Móroc ágnak volt a birtoka a 13. század elejétől. Ágoston-rendi prépostságát 1223 előtt az Osli nembeli Sur fia Péter alapította.
Miklóshalma: 1287-ben említik először. Eredetileg besenyő határőrtelepülés volt.
Pátfalu: 1209-ben Chesus néven említik először. Eredetileg besenyő határőrtelepülés, 1212-ben a Poth grófok birtoka volt, innen a neve.
Pecsenyéd: 1265-ben Besenev néven említik először. A 11. században besenyő határőröket telepítettek itt le, akik helyét a tatárjárás után német telepesek foglalták el. Lahmenwald nevű határrészén az "Avargyűrű" földvár maradványai látszanak.
Tilmitsch: A talmács törzs nevéből ered a neve. Stájerország délkeleti részén, a Mura leibnitzi kanyarjában található.
Zurány: 1209-ben Zarán néven említik először. Besenyő határtelepülés, neve a tipikus besenyő személynevek (Zurány, Dormány stb.) közé sorolható.

## Magyarország

### Bács-Kiskun vármegyeterületén
Kecel: szlovákul ma is Ketel, 1231-ben Ketelcs néven említik, 1403-ban már Keczel. Nevében a besenyő Ketel név bújik meg. A Gesta Hungarorum szerint Alaptolma apja Ketel még 884-ben csatlakozott Álmos magyarjaihoz Kijev alatt. A Ketel fia nevében szereplő -tolma egyértelműen a tolmács, talmács besenyő törzsre utal.

### Borsod-Abaúj-Zemplén vármegyeterületén
Ládbesenyő
Négyes: a Dormány besenyő vezér által bírt terület faluja, besenyő alapítású (ld. A Pallas nagy lexikona)
Szirmabesenyő

### Fejér vármegyeterületén
Alsószentiván: Helyén egykor Zadreg nevű besenyő település állt. A falu első hiteles írásos említése 1323-ból származik. A török hódoltság idején elpusztult, és csak a 18. században népesedett be újra.
Alap: Besenyő vezérek alapították az Árpád-korban, méghozzá az a talmács törzsbeli Alaptolma (talmács Olup), aki 884-ben Kijev alatt csatlakozik a magyarokhoz, a Gesta Hungarorum szerint, vagy neki a leszármazottai. Az oklevelekben a falu neve a 13. század végén jelenik meg (Olup).
Besnyő: A Besnyő településnév első említése a környéken 1405-ből való. Egy 1424-es okiratból az is kiderül, hogy tulajdonképpen négy ilyen nevű település is volt a környéken: Alsó- és Felsőbesnyő, valamint két Kisbesnyő.
Cece: besenyő alapítású falu, hogy maga a név is onnan jönne, nincs bizonyítva, habár minden jel erre utal. A település nevét Czecze nevű birtokosáról kapta, III. Béla egy 1193-ban kelt oklevele említi először. 1339: "bissenus de Ceche"
Csór: 1256-ban: Chour. Ótörök (besenyő) személynévből, amely feltehetőleg a súr törzshöz kapcsolódik. (V.ö. Csúr – határrész Ibrány és Paszab között – amely 1221-ben Súr néven szerepel, 1391-ben pedig Chur néven)
Füle: besenyő eredetű település. Első írásos említése 1257-ből való. A Fil személynévből.
Sárbogárd: A város mai központjának, Bogárdnak az első említése 1323-ból való, földesura Bogárdi István besenyő nemes volt.
Tabajd: a besenyő Thaba személynévből.
Vajta: Sárbogárd melletti település, nevét feltehetően attól a Vajta besenyő vezértől kapta, aki a Gesta Hungarorum szerint még Kijev alatt csatlakozott a magyarokhoz. Vajta, nemzetsége egy részével a Sárvíz mellékén "nagy sokasággal" letelepszik.
Tinód: ma Sárbogárd része, neve a 14. században jelenik meg, mint besenyő település.
Töbörzsök: (ma Sárbogárd része), a 13. században mint besenyő faluról vannak róla feljegyzések (feltehetően a neve kapcsolatban áll a középkori besszarábiai magyar település, Csöbörcsök elnevezésével)

### Győr-Moson-Sopron vármegyeterületén
Árpás: A 10. században kialakul a besenyők által lakott Árpás, részeként annak a gyepű védelmére kialakított láncnak, mely Kapuvártól majdnem Győrig húzódott. 1030-ban említik először a mai nevén. 1222-ben Gyula nádor visszaállította az „árpási besenyők” katonai szolgálataik fejében élvezett kiváltságait.
Bezi: Első megszállói besenyők (Bisseni, Bessi, innen a név is) voltak. Földesura a középkorban a Bezy-család.
Lövő: Régi magyar neve Loevoe volt már a középkorban. Ősi lakói besenyő határőrök, nyilas vitézek (sagittarii, speculatores).
Osli: A település nevét a besenyő Osl nemzetségtől kapta. 1230-ból maradt fenn első írásos említése "Villa Osl" alakban.	
Rábapatona: A Rábaköz egész területén a gyepű védelmére besenyő és székely határőröket telepítettek ide a XI–XII. században. Ők akadályozták meg 1030-ban II. Konrád hadjáratát: a vizek és a gyepű mögül támadó határőrök gyorsasága tönkretette a császár seregét. Ugyanígy járt III. Henrik is 1044-ben. Az itteniek besenyő származásának emlékét ma is őrzik Rábapatona eredethagyományai, s bizonyítják a lakosok közt ma is kimutatható antropológiai sajátságok.
Tét: Idézet Mádl Ferenc beszédéből, a helység várossá nyilvánítása alkalmából: "A helység első okleveles említése 1228-ból való. A "Teth" besenyő méltóságnév, jelentése: herceg, mivel a falut Tethi Bálint besenyő származású comes kapta adománybirtokul. Később a szintén besenyő származású Poki család birtokába került. Poki Móric, IV. Béla udvarnoka monostort építtetett. Ez a török időkben elpusztult, majd Teth és Pok falu is kipusztult a Győr környéki csaták következtében. A 17. századi újratelepítéssel alakult ki Téth elnevezéssel az új falu."  A helység egy részét Besenyő-Téthnek is nevezték.

### Heves vármegyeterületén
Atkár:  "A honfoglaló magyarokhoz utközben csatlakozott testvér kun vezérek Edu és Edumen törzse szállotta meg s osztotta fel terjedelmes családja s hozzátartozói között Pata-Pásztótól a Zagyva és Tarna folyók közötti mátra-alji területet a Tarna folyó fakadásáig. Ekként alapították s nevet adtak Pata, Pásztó, Gyöngyös, Atkár, Réde, Solymos, Saár, Kompolt, Nána, Szalók, Bodony, Recsk, Lelesz, Bocs, Bátor, Bakta stb., máig is e néven virágzó községeknek; nevet adtak az ősi kun «tár» gyűjtő szóból a Mátra folyójának, a Tarnának, Tar, Tarján, Tard, Tárkány stb. falvaknak".  (A Pallas nagy lexikona). Mándoky Kongur kimutattta, hogy az atkár besenyő eredetű szó "'vezess!" "irányíts!", ami tovább erősíti azt a feltevést, hogy a Kijev alatt csatlakozott "kunok" igazából besenyők voltak.
Adács: a Dormány besenyő vezér által bírt terület faluja, besenyő alapítású (forrás: a Pallas nagy lexikona)
Besenyőtelek (1901-ig Besenyő): Már Szent István idejében létezett, egyes adatak szerint a zátyi apátság alapítólevelében említik először 1067-ben, más adatok szerint 1278-ban, Beseneu névalakban.
Hort: A község eredetileg besenyő település lehetett. Neve is ez volt CHWORTH. A „CH”, a „W” és a „TH”-val írt név mutat a honfoglalási időre. 1250-ben említi az első hiteles oklevél Hurt alakban. Az 1332–37. évi pápai tizedjegyzékben Hwrth néven szerepel.
Dormánd: Nevét a besenyő Dormán, Dormány személynévtől kapta. Taks vezér korában bejött  besenyők egyik törzsfőnöke, "Dormán bírta Bessenyő mellett Dormánd falut, melynek nevet is adott, kinek utolsó ivadéka Dormán Kristóf mint megyei alispán végzé életét a 16. század közepén, Dobó István idejében." 
Heves: a Dormány besenyő vezér által bírt terület faluja, besenyő alapítású (ld. A Pallas nagy lexikona)
Pély: a Dormány besenyő vezér által bírt terület faluja, besenyő alapítású (ld. A Pallas nagy lexikona)
Poroszló: a Dormány besenyő vezér által bírt terület faluja, besenyő alapítású (ld. A Pallas nagy lexikona)
Sarud: a Dormány besenyő vezér által bírt terület faluja, besenyő alapítású (ld. A Pallas nagy lexikona)
Zaránk: a Dormány besenyő vezér által bírt terület faluja, besenyő alapítású (ld. A Pallas nagy lexikona)

### Jász-Nagykun-Szolnok vármegyeterületén
Tomajmonostora: valamikor 955–970 között Tonuzoba vezér (a talmács besenyő törzsből) a mai Abádszalók környékén kapott szállásbirtokot, központi szálláshelye Tomajmonostora környékén lehetett, itt volt ugyanis az Árpád-korban a tőle leszármazott Tomaj-nemzetség családi központja. Tomaj apja Urkund volt, nagyapja Tonuzoba, és lehetséges, hogy nevében épp a tolmács, talmács törzsnév köszön vissza, már elmagyarosodva – ezt erősíti az is, hogy Cserszegtomaj esetében Tolmay, Tolma, Tolmad alakokból alakul ki végül a Tomaj.
Besenyszög

### Nógrád vármegyeterületén
Tolmács: a 955–970 között Tonuzoba vezér alatt betelepült talmács törzsere utal.

### Pest vármegyeterületén
Máriabesnyő: Gödöllő településrésze.

### Somogy vármegyeterületén
Balatonszentgyörgy: A honfoglalás után besenyők telepedtek le, akikről az első falu a Besenyő elnevezését is kapta. Az egykori besenyő település maradványait megtalálták, a romok ma még feltárásra várnak. A Besenyő településnév egészen a XIV. századig élt, ahol az Árpád-házi királyok idején Szent Györgynek szentelt templom is épült. 1722-től jegyzik a falut Balatonszentgyörgynek. 
Tengőd:  A település neve besenyő eredetű, a Tenguld gazdaságot jelent. 1138-ban II. Béla a dömösi prépostságnak juttatta a falut.

### Szabolcs-Szatmár-Bereg vármegyeterületén
Besenyőd: község a Baktalórántházai járásban.

### Tolna vármegyeterületén
Bikács: A középkori okleveles adatok szerint a Sárvíz mentén összefüggő besenyő települések voltak. A besenyő Bikács nemzetség névadó fészke Bikácson, monostora Madocsán volt.

### Vas vármegyeterületén
Ostffyasszonyfa: Az alapító család besenyő eredetű, a Márcfalvánál már említett Osli-nemhez tartozik.
Tanakajd: Tana és Kajd neve is türk (besenyő) eredetű, melyek a tana (borjú) és a qajdi (= megfordult) szavakból származnak. Tanát 1217-ben, Kajdot 1360-ban említik először. Neve alapján mindkét településrész besenyő falu lehetett.

### Veszprém vármegyeterületén
Badacsonytomaj: Névadója a besenyő Urkund fia Tomaj volt, aki I. István korában birtokolta a területet. Tomaj nagyapja a talmács törzsbeli besenyő Tonuzoba, ezért lehetséges, hogy az unoka nevében épp a tolmács, talmács törzsnév köszön vissza, már elmagyarosodva – ezt erősíti az is, hogy Cserszegtomaj esetében Tolmay, Tolma, Tolmad alakokból alakul ki végül a Tomaj.
Lesencetomaj: évadója a besenyő Urkund fia Tomaj volt, aki I. István korában birtokolta a területet. Tomaj nagyapja a talmács törzsbeli besenyő Tonuzoba, ezért lehetséges, hogy az unoka nevében épp a tolmács, talmács törzsnév köszön vissza, már elmagyarosodva – ezt erősíti az is, hogy Cserszegtomaj esetében Tolmay, Tolma, Tolmad alakokból alakul ki végül a Tomaj.
Balatonfőkajár: a Kajár besenyő személynévből.

### Zala vármegyeterületén
Cserszegtomaj: a Tomaj jelen esetben nem a besenyő Tomaj nemzetségre utal (amely a maga során szintén a tolmács törzsnévből jön), hanem a tolmács besenyő törzsre. A helységnév ugyanis Tolmay, Tolma, Tolmad alakban jelentkezik 1357–1620 között, amikor a falu kipusztul. Később csak dűlőnévként használatos, majd amikor ötven év múlva a falu feléled, már Tomaj néven jelenik meg.
Továbbá Bajcsa község Nagykanizsa határában is őrzi Bajcsa(Bajsa, Bajca) besenyő törzsfő nevét.Valószínűleg határ(gyepű)védő feladattal telepítettek ide besenyőket a kora Ártpád-korban. Érdekes tény, hogy a legújabb időkig Bajcsának nem volt temploma, ellentétben a környező horvát nemzetiségű falvakkal(Fityeház, Murakeresztúr stb.), ami szintén arra a besenyő jellegzetességre utal, hogy sokáig őrizhették saját "pogány" hitvilágukat.
Kistolmács: A községről az 1200-as évekből maradt fenn dokumentum, 1235-től ismeretes, mint Tolmach. Valószínűsíthető, hogy  a település első lakói a besenyő talmács (tolmács) törzs tagjai lehettek.

## Felvidéken

### Zsolnai kerület

#### Rózsahegyi járás
Besenyőfalu: Neve az egykor birtokos Besenyő család nevéből származik. 

### Nagyszombati kerület

#### Pöstyéni járás
Besenyőpetőfalva: Pecsenyéd és Petőfalva egyesítése.  Pecsenyéd 1216-ban villa Byssenorum néven szerepelt, mely mint neve is mutatja egykor besenyő határőrtelepülés volt.

#### Dunaszerdahelyi járás
Bős:  az először 1102-ben említett Beys községnév 1262 és 1274 között több oklevélben előfordul, mint besenyő határőrtelepülés. Egy 1270-es keletkezésű oklevél így említi: "Beus, terra jurisdictionis Reginalis". A pápai tizedszedők jegyzékében Bess néven említették.

#### Nagyszombati járás
Súr:a Súr kangar-besenyő törzsre utal a neve. A község települései:
- Nagysúr
- Nemessúr
- Valtasúr súr kangar törzs mellett neve arra a Vajta besenyő vezérre is utal, aki 884-ben Kijev alatt csatlakozott a Gesta Hungarorum szerint Álmos hadaihoz.
- Várassúr (1899-ig Varra-Súr)

Padány: A besenyő Padány személynévből, ősi besenyő település.

### Pozsonyi kerület

#### Malackai járás
Gajar: Valószínűleg 10. századi besenyő település, neve a besenyő Kajár személynévből származik.

#### Szenci járás
Pénteksúr: a Súr kangar-besenyő törzsre utal a neve.

### Nyitrai kerület

#### Aranyosmaróti járás
Kisvezekény: Neve a besenyő Osli nembeli Vezekény nemzetség nevéből származik, (török: bazakan = dísz, díszecske).
Nagyvezekény: Neve a török bazakan (= dísz, díszecske) szóból származik, amelyből a besenyő eredetű Osli nembeli Vezekény nemzetség neve származik.

#### Érsekújvári járás
Zsitvabesenyő: a 10. században érkező első besenyő csoportokhoz tartozhattak a lakói, hisz már 1075-ben, a garamszentbenedeki apátság alapítólevelében esik mint földműveseket említik őket.

### Lévai járás
Garamtolmács: A 11. században, I. Géza oklevelében Talmach néven említik először.

## A Vajdaságban
Besenyő: Szávaszentdemeter községhez tartozó falu.
Besenyőmonostor: Szávaszentdemeter községhez tartozó falu.

## Csángóföldön,Moldvában
Míg Erdélyben a türk helynevek nagyjából besenyő eredetűek (mivel itt a kunok nem telepedtek meg), Moldvában sokkal nehezebb eldönteni, hogy besenyő vagy kun eredetű helynévvel állunk szemben (mivel a 200-250 éves besenyő uralmat azonnal a kun uralom váltja).
Csöbörcsök (románul Cioburciu). kun vagy besenyő eredetű személynévből. Moldova Köztársaságban, azon belül a szakádár Transznisztriában (Dnyeszter Menti Köztársaságban).
Dormányfalva (románul Dărmăneşti): a besenyő Dormány személynévből. Bákó megyében, a Tatros és az Úz összefolyásánál fekszik. Első említése 17. sz., de egy 1649-es keltezésű levél arról beszél, hogy "az erdélyi határokig terjedő földeket őseik szerezték meg, s azon ők határőrszolgálatot is teljesítettek", a falu tehát jóval régibb eredetű.
Giuleşti: a falut már a 14. századtól számon tartják, neve a besenyők Gyla vagy Gyula törzsétől jöhet. Suceava megyében.
Kelemen-havasok (románul Munţii Călimani): annak ellenére, hogy Radu Rosetti magyar eredetűnek tartja felsorolásában , a magyar Kelemenből semmiképp sem születhetett a román "Căliman" változat (ha abból jön, sima "Chelemen" vagy "Calamen", "Călamen" kellett volna legyen). A Vâlcea megyei Călimăneşti (hozzávetőleges fordításban: Kalimánfalva) létezése, és az, hogy ez a falu is egy besenyő vidéken fekszik (lásd a szomszédos Cozia falut és hegyláncot, amelynek neve a diót jelentő a besenyő-kun "koz" szóból jön), arra enged következtetni, hogy inkább van köze a türk (bolgár, magyar, besenyő) Kaliman, Kálmán személynévhez, melynek eredeti jelentése "maradék" (alighanem "vakarcs", "kései gyermek" értelemben). A besenyő eredeztetést az is alátámasztja, hogy a Kelemen-havasok erdélyi részének besenyő kapcsolatai (például Beszterce-Naszód megyében) közismertek.

## Csehországban
Tlmačov: Morvaország délkeleti részén, Uherské Hradiště közelében található a település. A talmács törzs a névadója.